# ゴジュウカラ

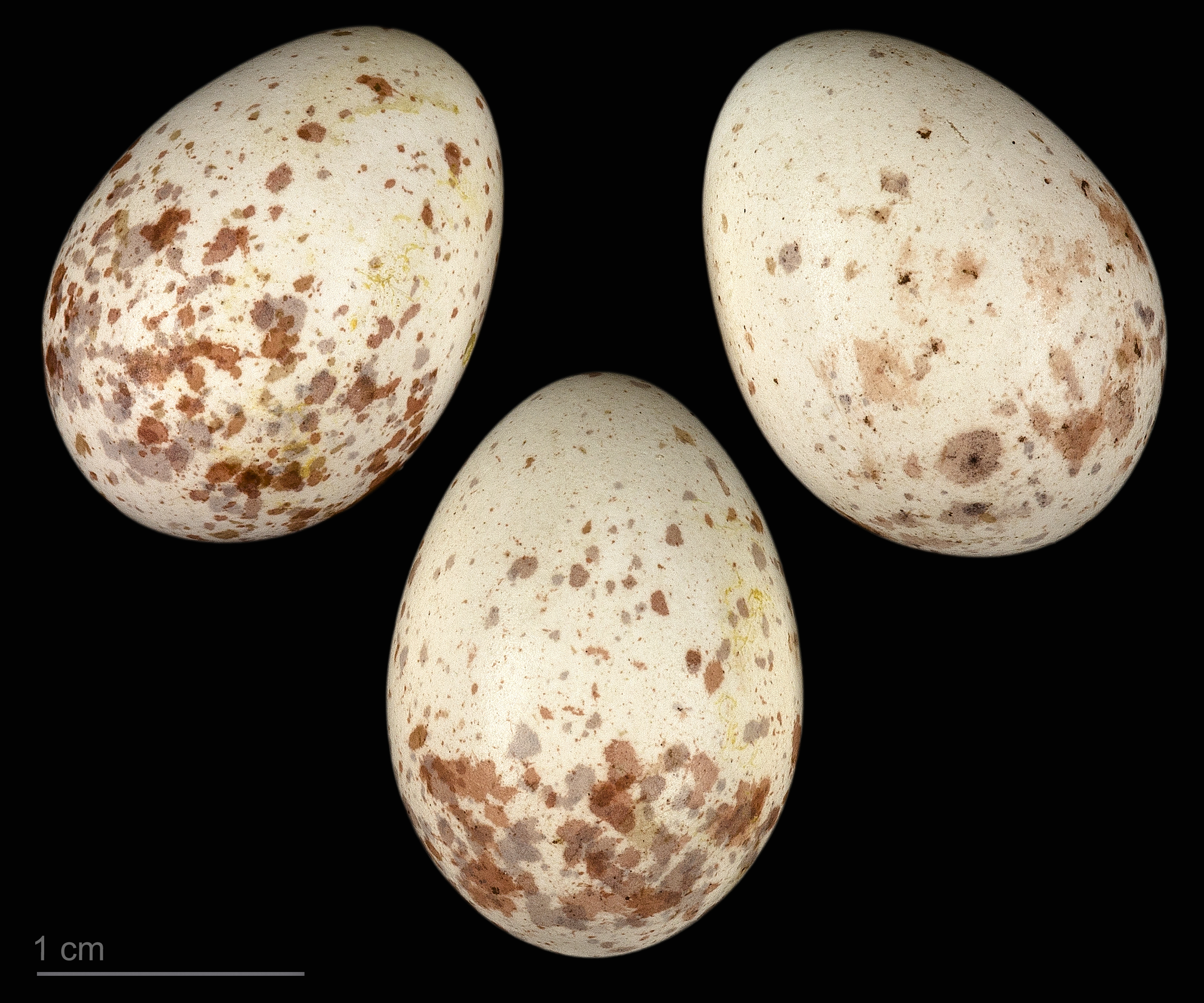
Sitta europaea

ゴジュウカラ（五十雀、学名：Sitta europaea）は、スズメ目ゴジュウカラ科ゴジュウカラ属に分類される鳥類。ゴジュウカラ属の模式種。

## 分布
アゼルバイジャン、アルバニア、アルメニア、アンドラ、イギリス、イタリア、イラク、イラン、ウクライナ、エストニア、オーストリア、オランダ、カザフスタン、ギリシア、キルギス、グルジア、クロアチア、シリア、スイス、スウェーデン、スペイン、スロバキア、スロベニア、セルビア、大韓民国、チェコ、中華人民共和国、朝鮮民主主義人民共和国、ドイツ、トルクメニスタン、トルコ、日本、ネパール、ノルウェー、パキスタン、ハンガリー、フィンランド、フランス、ブルガリア、ベラルーシ、ベルギー、ボスニア・ヘルツェゴビナ、ポーランド、ポルトガル、マケドニア共和国、モルドバ、モンゴル、モンテネグロ、ラトビア、リトアニア、リヒテンシュタイン、ルクセンブルク、ルーマニア、ロシア
寒帯と山岳地帯を除くユーラシアに広く分布する。生息地では基本的には留鳥で、渡りは行わない。   
日本には3亜種が周年生息する。九州から北海道にかけて分布するが、高地で繁殖した個体は冬季には低地に移動する。

## 形態
全長13.5cm。雌雄ほぼ同色である。尾羽は短い。嘴から眼を通り側頭部へ続く黒い筋模様（過眼線）が入る。嘴は黒色で、足は肉褐色。
- S. e. hondoensis　　ゴジュウカラ

背面は青味がかった灰色、腹面は白い羽毛で覆われる。体側面や腹部、尾羽基部の腹面（下尾筒）は赤みを帯びる。
- S. e. clara　　エゾゴジュウカラ(シロハラゴジュウカラ)

背面は青味がかった淡灰色、腹面は白い羽毛で覆われる。下尾筒は赤みを帯びるが、赤色部は小さい。

## 亜種
- Sitta europaea hondoensis　　ゴジュウカラ ( 本州から北九州 )
- Sitta europaea clara           エゾゴジュウカラ(シロハラゴジュウカラ) ( 南千島列島、北海道 )
- Sitta europaea roseilia　　キュウシュウゴジュウカラ ( 九州南部 )

## 生態
平地から山地にかけての落葉広葉樹林に生息する。木の幹に垂直にとまり、頭部を下にして幹を回りながら降りる習性がある（キツツキ類やキバシリは幹に垂直にとまることはできるが、体を逆さまにして降りることはできない）。
食性は雑食で、昆虫類、節足動物、果実、種子などを食べる。夏季は昆虫類、冬季は種子等を主に食べる。樹皮の隙間にいる獲物を探したり、逆に樹皮の隙間に食物を蓄えることもある。
繁殖形態は卵生。樹洞やキツツキの古巣に樹皮を敷き営巣する。巣穴の入り口や内壁、隙間に泥を塗る習性がある。日本では3-6月に1回に5-7個の卵を産む。メスのみが抱卵を行い、抱卵期間は18-20日。雛は孵化してから20-25日で巣立つ。
繁殖期にはつがいで縄張りを持つ。非繁殖期は、シジュウカラなどの他のカラ類やコゲラと混群を形成することがある。

## 人間との関係
生息地によっては、開発による生息環境の破壊や獲物の減少に伴い生息数が減少している場所がある。
樹洞に巣を作るので巣箱を利用することもある。

## 画像

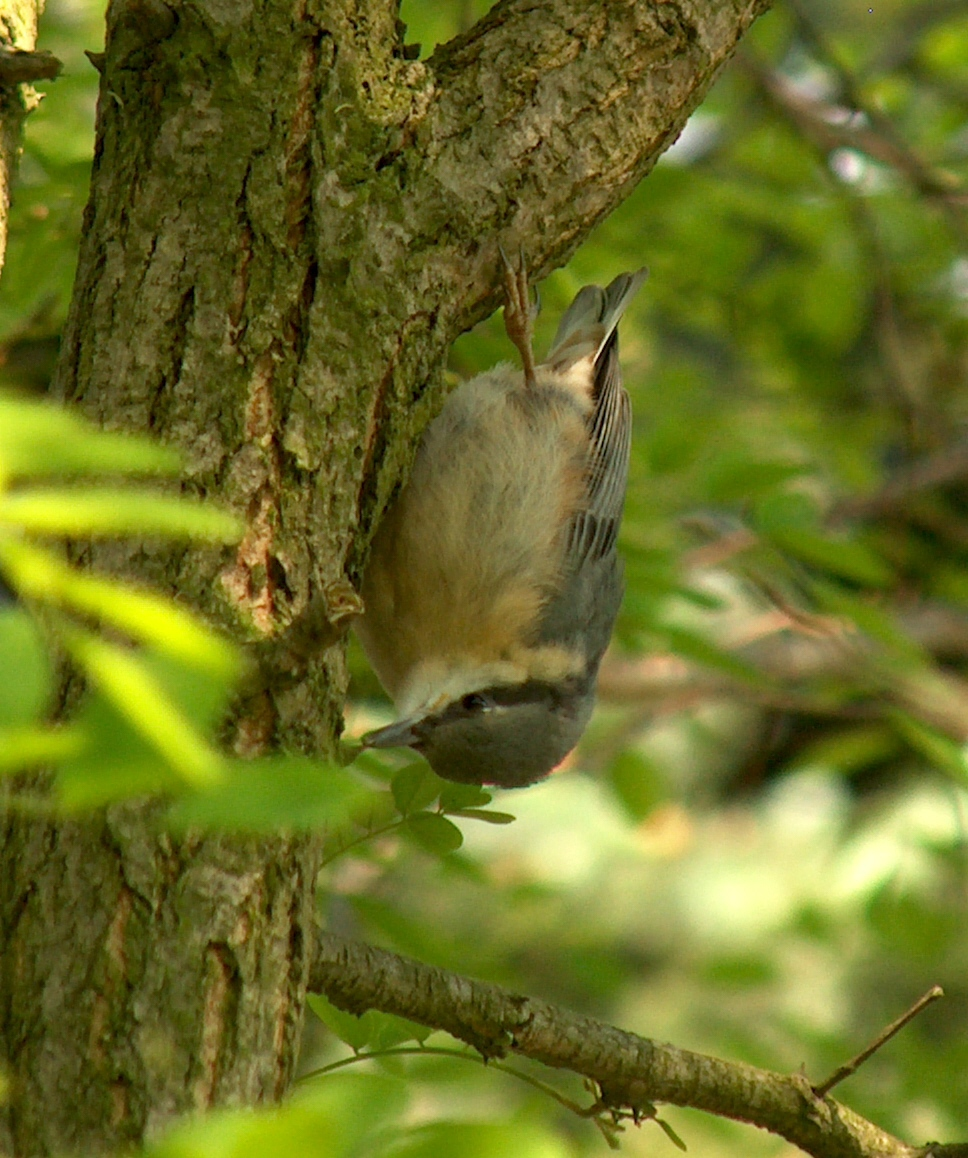
頭部を下にして木の幹に止まる本種
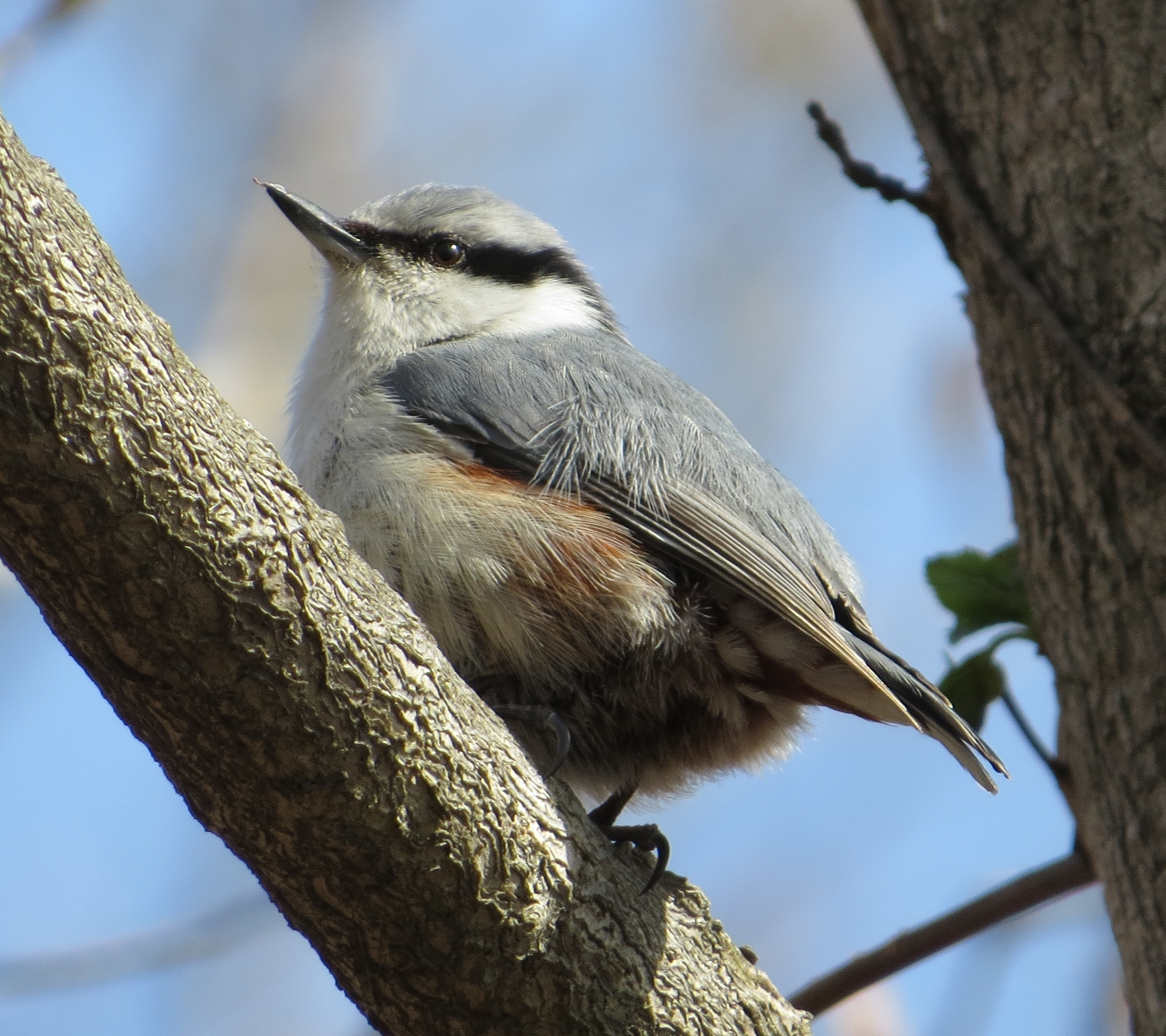
舟伏山（岐阜県山県市）にて